# 魯鳳三
魯鳳三（1923年3月26日—2013年2月16日），安徽定遠人，中華民國陸軍上校，因在1958年八二三砲戰時未得到上級反擊命令就指揮下屬使用M59加農砲與M36驅逐戰車的M3反戰車砲及時對中國人民解放軍砲兵火砲陣地進行反制並受時任中華民國國防部部長俞大維與金門防衛司令部司令胡璉讚許而聞名，戰後國軍頒發陸海空軍甲種二等獎章乙面以表彰其於民國47年擔任陸軍第六○○野戰砲兵群第692營中校營長期間，指揮作戰著有重大戰功。
其子為現任第10屆國民黨桃園市立委魯明哲。

## 生平
魯鳳三於民國32年8月自中央軍校砲兵科18期畢業，1937年7月7日爆發盧溝橋事變，中國抗日戰爭也隨之全面爆發，其曾參與抗戰中的豫西鄂北會戰。
1945年8月15日大日本帝國與日軍投降，抗戰勝利，但後來第二次國共內戰接著爆發，其被分發到整編第五十三軍，曾參與內戰中的察南綏東戰役與平津會戰。
民國38～39年（1949年至1950年）中華民國政府遷台，民國47年5月魯鳳三調任第692營中校營長，第692營代號為「自強部隊」，主要裝備為155毫米M59加農砲，綽號為「長腳湯姆」，與M36驅逐戰車，綽號為「傑克遜」。
民國57年（1968年）5月其以上校軍階退役。

## 在八二三砲戰中及時進行反擊
民國47年（1958年），第692營(欠一連)一連位於前埔，二連位於鵲山，各裝備155毫米M59加農砲4門，而部屬在內洋的獨立裝甲炮兵連則裝備M36驅逐戰車8輛，使用90毫米M3反戰車砲，亦歸第692營轄下指揮管理，第692營主要任務為壓制圍頭解放軍陸軍火砲陣地，因其對國軍運補部隊和艦隊構成嚴重威脅。
民國47年8月23日，約在下午六點半左右，當時魯鳳三正在營區澡堂洗澡，突然炮聲大響，其趕緊衝出去，隨即打電話給金防部作戰指揮中心的凌劍雄少校，其通知發生砲擊，要凌連絡作戰協調中心，但凌說現在除了無線電電話，其他通訊全部中斷，其問為什麼，凌回答因為作戰協調中心位於太武山山洞裡，所有的通訊線路都是集中挖洞拉進去的，所以火炮一打，就全部中斷了。而解放軍的砲擊，第一波幾乎都集中砲擊翠谷餐廳，導致國軍上級長官死傷情況非常慘烈，雖然與上級的指揮通訊全部中斷，不過國軍在前方的406與501兩個觀測所以及前埔、鵲山與內洋三個戰炮連之間通訊線路則完全暢通，當時反砲戰的實施必須經過上級司令官命令才能行使，如果違反規定是要以敵前抗命來論處刑責，但解放軍攻擊的砲火實在是過於猛烈，其想解放軍一定是想要「今晚砲擊，明天登陸」，於是顧不得規定毅然命令下屬全力反擊。
第692營於下午6點35分開始，以20門加農砲與反戰車砲予以反擊，只見對面圍頭、蓮河等解放軍火砲陣地，閃起一陣陣爆炸火光，解放軍砲火雖一度沉寂，但隨即將目標轉到鵲山、前埔與內洋等火砲陣地，尤其以鵲山最多，當時打到最後砲管幾乎都被打紅了，砲栓也幾乎拉不開了，砲兵們問其：「怎麼辦?」其回答:「倒水冷卻再打。」而情況最惡劣的是前埔陣地，因前埔陣地完全曝露在解放軍砲火下，遭到砲擊破壞殺傷的最為嚴重。
晚間7點40分，砲戰逐漸沉寂，營內各門火砲的砲長估計了一下，全692營大概消耗彈藥達到1,400發，由於一開始衝動未得上級命令自行反擊，等到炮戰稍漸緩和後「抗命」的重擔一直壓在其心頭，其深感事態嚴重，於是冒著砲火趕到金防部去報告，等走到翠谷餐廳中，只見一片屍山血海，狀況非常慘烈，再進到協調作戰中心，看到以前明亮的燈光熄滅，僅剩三至五盞閃爍的燭光，後見俞大維部長、胡璉司令及炮兵指揮官王興詩中將席地而坐，其喊：「報告！」他們都嚇了一跳，問其:「你怎麼來的?」其回答：「是自己坐車來的，外面同袍的傷亡情況慘不忍賭，我沒有長官們的命令，已擅自命令第692營的下屬砲兵們以加農砲與反戰車砲全力反擊，在我離營時已發射砲彈1,400多發，現在仍全力持續砲擊中。」俞部長與胡司令再次詢問:「你們真的打了?」其再次回答：「是的，真的打了，但因責任太大，我一定不能不來向長官們報告。」俞部長的神情，顯得非常激動，他高興的握著其的手並向其大喊:「打的好啊!打的太好了!我就怕你們沒有打！」
在此戰役後，魯鳳三就被稱為「八二三全力反擊第一人」。

## 勳章、獎章榮譽
|  |  |  |
|  |  |  |

## 影視形象
| 電影名稱   | 角色名稱 | 演員   | 備註                                   |
| ---------- | -------- | ------ | -------------------------------------- |
| 八二三炮戰 | 魯俊     | 吉民立 | 砲兵營營長，但片中軍階由中校改為上校。 |